# Gyda (schiereiland)

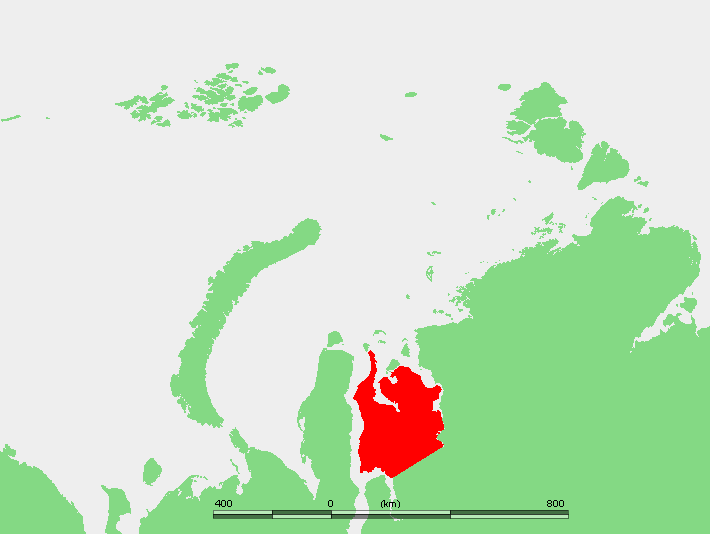
Kaart met de locatie van het schiereiland

Gyda (Russisch: Гыданский полуостров; Gydanski poloeostrov), ook wel Gydan genoemd, is een schiereiland, dat gedeeltelijk ligt in het noordoosten van het Russische autonome district Jamalië (hierbinnen onderdeel van het district Tazovski) en gedeeltelijk in het voormalige autonome district Tajmyr van de kraj Krasnojarsk in Noord-West-Siberië. Het is vernoemd naar de rivier de Gyda, die over het schiereiland stroomt.
Het schiereiland spreidt zich in lengte als uit over ongeveer 500 kilometer en in breedte over ongeveer 260 kilometer uit in het noordoostelijke deel van het West-Siberisch Laagland, tussen de Tazboezem in het zuidwesten, de Obboezem in het westen, de Karazee in het noorden en de Golf van Jenisej in het oosten. In het noordwesten bevindt zich het lange smalle schiereiland Javaj, met aan het einde het eiland Sjokalski. Ten oosten daarvan ligt de Gydaboezem (op Engelse kaarten vaak als 'Khalmyer Bay' aangegeven). Ten oosten daarvan strekt zich het schiereiland Mamonta uit, dat onderdeel vormt van een groter uitstekend stuk land ten oosten van de Gydaboezem, dat het oostelijk deel van het schiereiland Gyda vormt en aan oostzijde grenst aan de Jenisejbaai. In dit gebied ligt aan noordwestzijde de Joeratsenboezem en ten noordoosten daarvan het eiland Oleni (Jamalië), dat van het vasteland wordt gescheiden door de gelijknamige Straat Oleni en ten noordoosten het eiland Sibirjakov (Tajmyr), dat van het Oleni wordt gescheiden door de Straat Ovtsyna.
Ten noordwesten van het schiereiland liggen verder de eilanden Vilkitski (met het aan oostzijde daarvan liggende landtong Vostotsjnaja) en Neoepokojeva (met de aan westzijde liggende gelijknamige landtong Neoepokojeva).
Het schiereiland kent een sterk heuvelachtig reliëf, dat werd gevormd door de zee en door glaciale kwartaire afzettingen. In het zuiden loopt dit heuvellandschap over in het Tanamaheuvelland, dat tot 200 meter hoog is. Het uiterste noorden van het schiereiland is onderdeel van de zapovednik Gydanski. Het eiland wordt overheerst door mosachtige en struik-toendrabegroeiing. In het zuiden bevindt zich schaarse begroeiing, die onderdeel vormt van de bostoendrazone.
Op het schiereiland worden door de oorspronkelijke bevolking rendieren gehouden, gejaagd en gevist. Er bevinden zich aardgaslagen op het schiereiland.

## Klimaat
Het schiereiland kent een poolklimaat met een gemiddelde temperatuur van -26°C tot -30°C in januari en 4 tot 11,5°C in juli (gebaseerd op jaarlijkse metingen in de jaren 70). De neerslag bedraagt 200 tot 300 mm per jaar.
Op het schiereiland werden, net als op het nabijgelegen schiereiland Jamal, in de jaren 2020 reusachtige permafrostkraters ontdekt.
1. ↑  (en) Siberia's stark warning to Scotland for Cop26: climate change in the planet's last great wilderness. The Siberian Times (31 oktober 2021). Gearchiveerd op 1 november 2021. Geraadpleegd op 2 november 2021.